# Sé (coscienza)
Il Sé, dal punto di vista introspettivo, è considerato il nucleo della personalità, indicato col pronome di terza persona singolare per distinguerlo dall'Io, cioè dalla sua immagine riflessa nella quale la coscienza normalmente si identifica. Pur assumendo diversi significati in ambito psicologico, educativo, sociologico, filosofico e teologico, rappresenta generalmente il principio superiore dell'individuo, di cui secondo un'interpretazione esoterica porterebbe iscritto il destino e le linee guida della sua condotta esistenziale.

## Il sé nella psicologia analitica
Lo psicologo analista svizzero Carl Gustav Jung definisce il sé (Selbst) come la totalità psichica rispetto a cui l'io, la nostra parte cosciente, è solo una piccola parte. Il sé come totalità è indescrivibile e non si può separare dall’immagine di Dio. Esso si presenta come una personalità superiore (re, eroe, profeta, Buddha, Cristo, eccetera) o con simboli di totalità (quadrato, cerchio, sfera, croce, mandala) rappresenta infatti una sintesi degli opposti e può apparire come l’unificazione dei contrari (come il tao).
Egli ritiene che compito dell'attività analitica sia quella di istituire un rapporto gerarchico tra sé e io, tra la totalità e la parte, in grado di soddisfare le condizioni per una ripresa del movimento evolutivo che lui chiama "individuazione" e che era stato arrestato dalla nevrosi conseguente a un irrigidimento delle istanze dell'Io rispetto ai bisogni individuativi del sé.
(Marie-Louise von Franz)

## Il sé nella psicologia del Sé
Il sé è il costrutto fondante della psicologia del Sé, orientamento psicoanalitico sviluppato da Heinz Kohut. Secondo tale approccio, il sé rappresenta la totalità psichica dell'individuo che si sviluppa e si consolida in funzione dell'Io ed emerge tramite il riconoscimento empatico dell'altro, cioè con il "diverso da sé". L'autore lascia volutamente indefinito il concetto: nel 1971 scrive: "Il sé...è, come tutta la realtà... non conoscibile nella sua essenza... Possiamo descrivere le varie forme coese in cui il sé appare, possiamo mostrare i vari costituenti che lo compongono... e spiegarne genesi e funzioni. Possiamo fare tutto questo, ma non conosceremo ancora l'essenza del sé come differenziata dalle sue manifestazioni".

## Il sé in altri ambiti del sapere
La coscienza di sé è anche la caratteristica primaria che differenzia l'intelletto degli uomini dalla mente degli animali, i quali non possiederebbero il pensiero ma solo la sensazione di esistere. Nell'induismo, in particolare, il Sé è definito "Ātman", espressione che nell'Advaita Vedānta sta a indicare l'intima essenza dell'individuo, ed è utilizzato anche come pronome riflessivo. Assumendo in origine il significato di «respiro vitale», l'Atman è il principio primo della soggettività, che nel suo fondo riflette però l'oggettività del cosmo, denominato Brahman: avviene così che nell'interiorità più recondita il Sé individuale giunge a coincidere con la totalità universale, in un'identità di macrocosmo e microcosmo.
In Occidente la coscienza di sé è stata spesso il fondamento della riflessione di numerosi filosofi, i quali hanno espresso l'importanza di approdare a se stessi prima di iniziare l'indagine delle verità assolute: l'autocoscienza cioè come presupposto della conoscenza, sintetizzato dal motto delfico conosci te stesso, il quale «ha assunto una posizione di esortazione morale di carattere strettamente filosofico soprattutto con Socrate – il cui messaggio ruota per intero intorno a questo perno teoretico – e nell'ambito della cultura occidentale ha poi avuto una Wirkungsgeschichte, ossia una "storia di effetti" di straordinaria portata».
Sin dall'antica Grecia, così, il "pensiero di sé" ha assunto i connotati di una sorta di «coscienza morale» di ispirazione divina, manifestandosi talora come la presenza di un daimon o demone interiore, oppure nel cristianesimo, soprattutto esoterico, come la voce dell'angelo custode o di uno spirito guida, identificabile con l'autentica natura dell'anima umana.
(Rudolf Steiner, Angeli all'opera nell'evoluzione dell'uomo tra la terra e il cosmo, vol. 1, conferenze del 1908, O.O. 105 )